# Hima

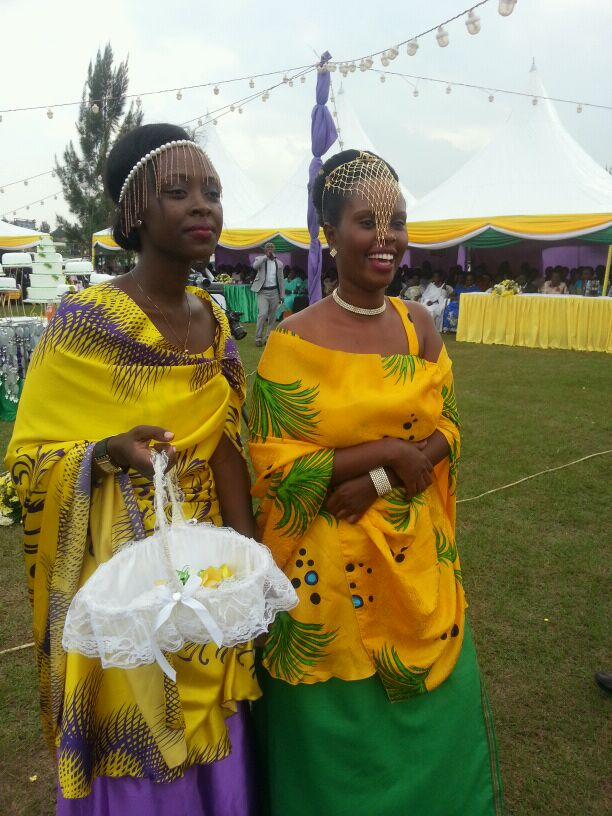
Młode kobiety z Hima.

Hima, nazywani także Nkole – druga co do wielkości grupa etniczna w Ugandzie, ich populacja wynosi ponad 3,8 mln ludzi. Posługują się językiem nyankole, z rodziny bantu.
Hima tradycyjnie mieszkają w domach mających kształt ula bez ścian i krytych strzechą od dachu do ziemi.